# Die Weisheit des Blutes
Die Weisheit des Blutes (Originaltitel Wise Blood) ist eine US-amerikanisch-deutsche Literaturverfilmung von John Huston mit Brad Dourif in der Hauptrolle eines fanatischen Predigers. Flannery O’Connor lieferte mit dem Roman Wise Blood (1952) die Vorlage. In Deutschland wurde der Film teilweise auch unter dem alternativen Titel Der Ketzer gezeigt.

## Handlung
Hazel Motes, der Enkel eines Predigers, kehrt eines Tages aus einem nicht näher benannten Krieg in die Südstaaten der USA zurück. Dort wird er mit der von ihm selbst gegründeten „Kirche der Wahrheit ohne Christus“ zu einem hyperreligiösen Sektenführer und verbreitet mit Gift und Galle seine Heilslehren. Sein Sendungsbewusstsein wächst sich bald zum religiösen Wahn aus, der alles und jeden wortreich verdammt, der an Christus oder Gott glaubt, an Gerechtigkeit und ein Leben nach dem Tod, an Sünde oder das Böse in all seinen Gestalten. Nicht nur seine Botschaften und Heilslehren sind rigoros und erlauben keinen Widerspruch, die gesamte optische Erscheinung des schlaksig-schlanken Hazel Motes inklusive seiner eigentümlichen Kleidung (stets ein dunkelgrauer Anzug und ein auffälliger schwarzer Hut mit breiter Krempe) und seiner Art, sich zu bewegen, wirkt wie eine einzige Herausforderung an seine Mitmenschen.
Frauen wie die verführerische Sabbath Lily Hawks fühlen sich auf merkwürdige Weise zu dem charismatischen Sonderling hingezogen, aber auch komische Kauze wie der hündisch ergebene Enoch Emery, der glaubt, in dem fanatischen Eigenbrötler einen Freund finden zu können. Doch als Soziopath ist Hazel Motes nicht imstande, derlei Bedürfnisse zu befriedigen. Weder glaubt er, dass seine Mitmenschen jemals seinen Ansprüchen genügen könnten, noch glaubt er dies von sich selbst. Sein Rigorismus beim Aufbau seiner Anti-Gott- und Anti-Christus-„Kirche“, für die er unermüdlich Anhänger zu gewinnen sucht, macht ihn zunehmend zu einem wahnhaften Sonderling. In der Kleinstadt Taulkinham im US-Bundesstaat Georgia kommt es schließlich zur massiven Konfrontation mit dem einen oder anderen feindselig gestimmten Bewohner, allen voran Asa Hawks und Hoover Shoates. Beide verkünden nämlich ihre eigenen religiösen „Wahrheiten“ und lassen dadurch einen „Krieg der Worte“ unvermeidlich erscheinen, der bald in Handgreiflichkeiten überzugehen droht.

## Produktionsnotizen
Die Weisheit des Blutes entstand ab dem 23. Januar 1979 in Macon (Georgia) und Umgebung. Die Dreharbeiten wurden Mitte März desselben Jahres abgeschlossen. Die Fertigstellung des Films erfolgte Anfang Mai 1979. Erstmals präsentierte wurde Wise Blood, so der Originaltitel, während der Filmfestspiele in Cannes im selben Monat. Die deutsche Erstaufführung fand am 17. November 1981 im ZDF statt. Der deutsche Videotitel ist Der Ketzer.

## Kritiken
Der Movie & Video Guide schrieb: „Brilliante Umsetzung von Flannery O’Connors sonderbaren Hölle-und-Rettung-Geschichte. Fehlerlose Besetzung, angeführt von Brad Dourif als besessener Prediger“.
Halliwell‘s Film Guide charakterisierte den Film wie folgt: „Merkwürdige Geschichte, nicht leicht zu mögen, aber mit vielen eindrucksvollen Momenten“.

„Verfilmung eines 1952 erschienenen Romans aus den Südstaaten der USA. John Huston hält den Film auf dem schmalen Grat zwischen Tragödie und Satire. Ihre ganze Bösartigkeit bekommt die Geschichte durch eine Reihe satirischer Spitzen und Pointen; jegliches Sektierertum und eine dafür empfängliche Gesellschaft werden ätzender Kritik unterzogen. Ein Film der Widersprüche, der Wut und der Verzweiflung.“